# Jardín (kommun)
Jardín är en kommun i Colombia.   Den ligger i departementet Antioquía, i den centrala delen av landet, 220 km nordväst om huvudstaden Bogotá. Antalet invånare är 14 433. Arean är 224 kvadratkilometer.
Terrängen i Jardín är varierad.